# Indianismo arcádico
O Indianismo arcádico é a versão do movimento estético-literário do Indianismo surgido na literatura luso-brasileira/brasileira colonial que representa uma versão idealizada, e como símbolo nacional, do indígena brasílico.

## O Indígena ilustrado
O índio apareceu em destaque na língua portuguesa no século XVII, como no poema de Basílio da Gama, que seguiu o modelo ditado por Rousseau na tese  do "bom selvagem", ou seja, quer dizer que o homem de estado de natureza é bom, mas isso não ocorre pois a sociedade o corrompe, mas quando se falam dos indígenas quer dizer que eles são em essência bons, mas foram corrompidos pelos padres jesuítas.

## Legado da imagem arcádica
O Indianismo derivado do Arcadismo é desenvolvido no Romantismo e se constituirá um dos fundamentos da brasilidade do século XIX, o indianismo pode ser definido por fazer referência à idealização do indígena, por vezes retratado como herói nacional. No século XX o indígena novamente aparece como ícone de nacionalismo.